# Klaus-Dieter Käser
Klaus-Dieter Käser (* 4. Mai 1961) ist ein deutscher Politiker (Grüne).

## Leben und Politik
Nach dem Abitur 1980 begann Käser in Heidelberg und Freiburg ein Lehramtsstudium in den Fächern Politik, Geographie und Geschichte, das er jedoch nicht abschloss. Von 1982 bis 1983 war er Beisitzer und von 1983 bis 1984 geschäftsführendes Mitglied des Landesvorstands der Grünen in Baden-Württemberg. Am 3. Juni 1986 rückte er für Thilo Weichert in den Landtag von Baden-Württemberg nach, da die Freiburger Grünen von ihren Abgeordneten in dieser Zeit noch die Beachtung einer Zweijahresrotation verlangten. Dem Landtag gehörte er bis zum Ende der Legislaturperiode 1988 an. Er vertrat über ein Zweitmandat den Wahlkreis Freiburg-West.
Heute ist Käser als selbstständiger Unternehmer und Berater im Bereich der Elektronischen Datenverarbeitung tätig. Seit Anfang 2013 lebt er in der Nähe von Zürich.

## Einzelnachweis
1. ↑  Historie von Bündnis 90/Die Grünen Baden-Württemberg (Memento vom 24. September 2015 im Internet Archive)

| Personendaten    | Personendaten                    |
| ---------------- | -------------------------------- |
| NAME             | Käser, Klaus-Dieter              |
| KURZBESCHREIBUNG | deutscher Politiker (Grüne), MdL |
| GEBURTSDATUM     | 4. Mai 1961                      |